# Holiday Lakes (Texas)
Holiday Lakes es un pueblo ubicado en el condado de Brazoria en el estado estadounidense de Texas. En el Censo de 2010 tenía una población de 1.107 habitantes y una densidad poblacional de 443,38 personas por km².

## Geografía
Holiday Lakes se encuentra ubicado en las coordenadas 29°12′25″N 95°30′39″O / 29.20694, -95.51083. Según la Oficina del Censo de los Estados Unidos, Holiday Lakes tiene una superficie total de 2.5 km², de la cual 2.23 km² corresponden a tierra firme y (10.68%) 0.27 km² es agua.

## Demografía
Según el censo de 2010, había 1.107 personas residiendo en Holiday Lakes. La densidad de población era de 443,38 hab./km². De los 1.107 habitantes, Holiday Lakes estaba compuesto por el 76.78% blancos, el 1.72% eran afroamericanos, el 0.36% eran amerindios, el 0.09% eran asiáticos, el 0.45% eran isleños del Pacífico, el 18.79% eran de otras razas y el 1.81% pertenecían a dos o más razas. Del total de la población el 59.35% eran hispanos o latinos de cualquier raza.